# Leopold Spengemann

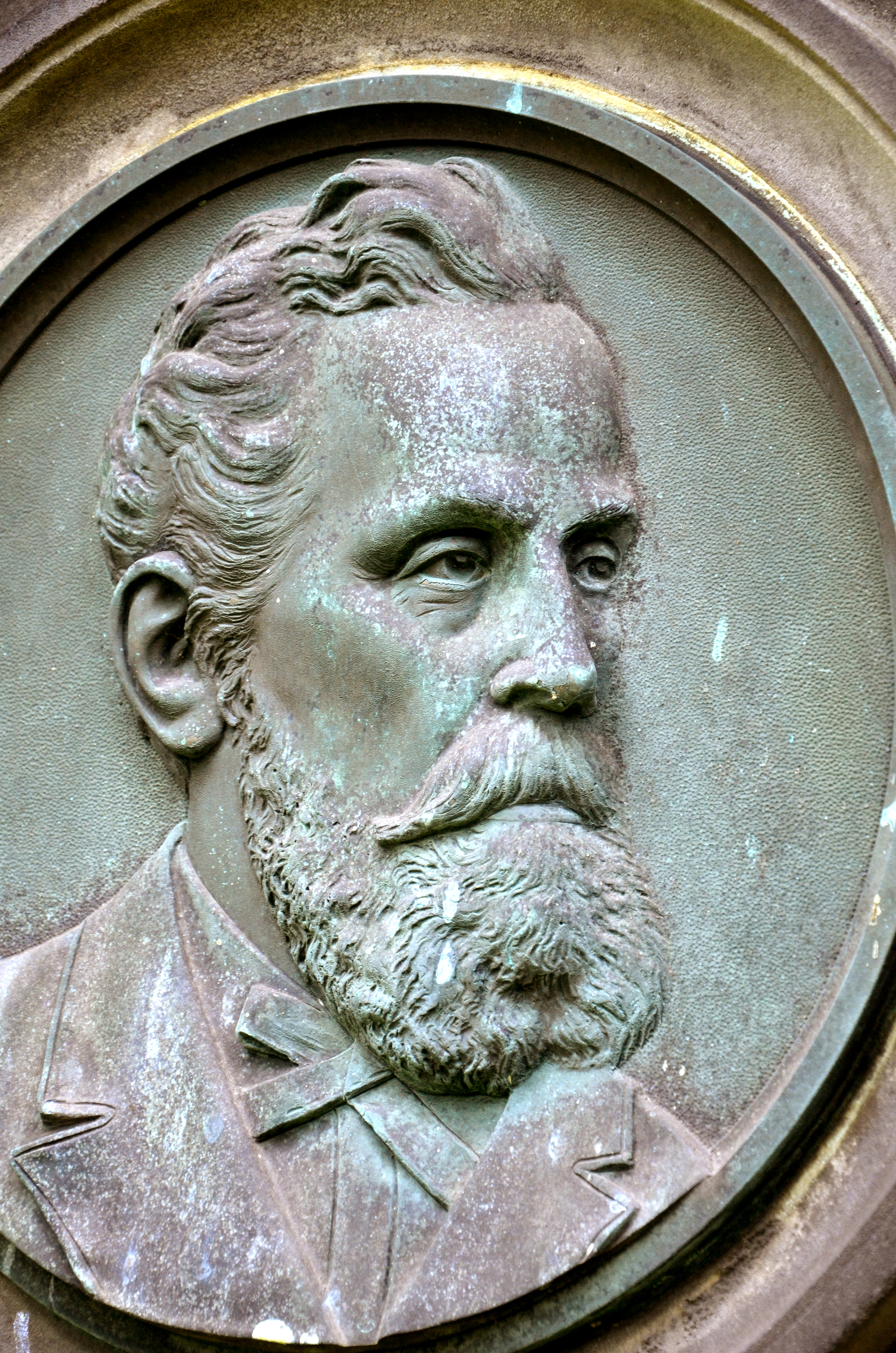
Leopold Spengemann, Porträtrelief von Wilhelm Aping am Ehrengrab auf dem Stadtfriedhof Engesohde

Leopold Spengemann (* 12. Januar 1816 in Hannover; † 1. September 1888 ebenda) war ein deutscher Klempner und als „Pädagoge“ führend in der Arbeiterbildung tätig.

## Leben
Geboren zur Zeit des Königreichs Hannover, erlebte Leopold Spengemann die Anfänge der Industrialisierung und die Herausbildung einer Arbeiterklasse, für die der Unternehmer Johann Egestorff in Linden, seinerzeit ein Vorort der Residenzstadt Hannover, mit seinen Betrieben die ersten Grundlagen schuf und aus denen dessen Sohn Georg Egestorff dann „den größten Industriekomplex im Königreich“ aufbaute.
Nachdem am 23. August 1845 sechs Buchdrucker den „Buchdruckerleseverein“ gegründet hatten, wurde dieser im Revolutionsjahr 1848 am 1. April des Jahres in Arbeiterverein zu Hannover umbenannt. Der Verein gilt als Keimzelle der hannoverschen Arbeiterbewegung, verstand sich nach seinem Leitspruch „Durch Bildung zum Licht und zur Freiheit“ allerdings eher „als Arbeiter-Bildungsverein“.
Nach der Geburt seines Sohnes Wilhelm (1851–1918) erwarb sich Spengemann, der laut dem Adressbuch der Stadt Hannover von 1868 als Fabrikarbeiter seinen Lebensunterhalt verdiente und in der Brandstraße 3 II wohnte, benannte der Arbeiter-Verein zu Hannover Spengemann später als „Vater“ des Vereins, als unermüdlichen Kämpfer für Bildung und Gesittung. Spengemann wurde Ehrenmitglied des Arbeitervereins, posthum widmete der Verein dem engagierten Fabrikarbeiter ein Ehrengrab auf dem Stadtfriedhof Engesohde.